# Антонін Сова
Антонін Сова (чеськ. Antonín Sova, 26 лютого 1864, Пацов —16 серпня 1928, Пацов) — чеський поет, байкар, письменник.

## Життєпис
Походив з родини вчителів. Народився у 1864 році в м. Пацов (тепер район Пельгржимів краю Височина. У 1866 році разом з родиною перебрався до Лукавеца. У 1879 році втратив матір. Навчався у гімназіях Пельгржимова та Табора, а з 1880 до 1885 року — в місті Пісек. Під час навчання захопився віршуванням, в чому виявив неабиякий хист.
Після навчання у Пісеку поступив на юридичний факультет Празького університету, проте через фінансові ускладнення не закінчив його, повернувшись до Пісека. У 1886 році при підтримці Ярослава Врхліцького став брати участь у підготовці Наукової енциклопедії Отто. У 1887 році влаштувався на роботу до Празької мерії.
У 1892 році відвідав Італію. У 1895 році став одним з підписантів «Маніфесту Чеського модерну», спрямованого проти засилля старих форм у суспільстві та літературі. У 1898 році призначається головою Чеської бібліотеки. На цій посаді перебував до 1920 року. У 1901 році перебував з поїздкою Німеччиною та Бельгією, де знайомився із роботою тамтешніх бібліотек.
У 1918 році підтримав незалежність Чехії, виступав за утворення Чехословаччини. Наприкінці життя загострилися хвороби, внаслідок чого Антонін Сова помер у 1928 році.

## Творчість
На творчість Антоніна Сови в значній мірі впливали події у особистому та навколишньому житті. Був майстром метафор і складної ритміки. Заслугою Сови є те, що він впровадив до чеської поезії «вільний вірш».
У збірках «Реалістичні строфи» 1890 року, «Співчуття і опір» 1894 року, «Бунтівні печалі» 1897 року відображено трагізм життя народу в умовах Австро-Угорщини.
Він збагатив, підняв на нову висоту чеську лірику, особливо пейзажну, що особливо відчувається у збірках «Квіти інтимних настроїв» 1891 року, «Ми ще раз повернемося …», 1900 року. А. Сова залишив тонкий, психологічно вірний портрет свого сучасника-інтелігента («Надламана душа», 1896 рік; «Балада про одну людину і його радощі», 1902 рік), У збірці «Долина нового королівства» (1900 рік) висловловлена мрія щодо прекрасної людини майбутнього, якою вона може бути.
Особиста драма самотності і важка хвороба сприяли створенню збірок «Лірика любові і життя» (1907 рік), «Боріння і долі» (1910 рік), «Жнива» (1913 рік), що містять філософські роздуми про життя і смерть.
У доробку Антоніна Сови також є роман, збірки оповідань «Походи бідняків» (1903 рік), «Про кохання, любов і зраду» (1909 рік), «Тома Бояр» (1910 рік).